# Князь Игорь (фильм-опера)
«Князь Игорь» — цветной фильм-опера советского  режиссёра Романа Тихомирова. Экранизация одноимённой оперы А. П. Бородина на сюжет памятника древнерусской литературы  «Слово о полку Игореве». Фильм снят на киностудии «Ленфильм» в 1969 году.

## Сюжет
Действие фильма-оперы происходит в XII веке. Экранизация одноимённой оперы А. П. Бородина на сюжет  памятника древнерусской литературы   «Слово о полку Игореве».

## В ролях
- Борис Хмельницкий — князь Игорь Святославич (поёт Владимир Киняев)
- Нелли Пшённая  — Ярославна, его жена (поёт Тамара Милашкина)
- Борис Токарев — Владимир Игоревич, его сын (поёт Виргилиус Норейка)
- Александр Сластин — Владимир Ярославич, князь Галицкий, брат Ярославны (поёт Валерий Малышев)
- Бимболат Ватаев — Кончак, половецкий хан (поёт Евгений Нестеренко)
- Инвета Моргоева — Кончаковна, его дочь (поёт Ирина Богачёва)

Солисты балета: Татьяна Легат, Маргарита Окатова, Берик Алимбаев, а также артисты балета, кордебалет и хор Ленинградского академического театра оперы и балета им. С. М. Кирова
Оркестр Ленинградского академического театра оперы и балета им. С. М. Кирова. Дирижёр — Геннадий Проваторов.

## Съёмочная группа
- Режиссёр: Роман Тихомиров
- Сценаристы: Исаак Гликман, Роман Тихомиров по одноимённой опере А. П. Бородина на сюжет памятника древнерусской литературы «Слово о полку Игореве»
- Оператор: Александр Чиров
- Художники-постановщики: Василий Зачиняев, Алексей Федотов, Геннадий Сотников, И. Мишина, А. Тимофеев